# Яковлєв Яків Аркадійович
Я́ків Арка́дійович Я́ковлєв (справжнє прізвище Епште́йн; 9 (21) червня 1896 , Гродно, Гродненська губернія, Російська імперія  — 29 липня 1938 , Розстрільний полігон «Комунарка», Московська область, РРФСР, СРСР ) — радянський партійний і державний діяч. Кандидат у члени ЦК КП(б)У (липень — жовтень 1918). Член ЦК КП(б)У (жовтень 1918 — березень 1919). Член Тимчасового ЦК КП(б)У (квітень — листопад 1920). Член Оргбюро ЦК КП(б)У (квітень — листопад 1920). Член Політбюро ЦК КП(б)У (квітень — листопад 1920). Член Центральної контрольної комісії ВКП(б) (травень 1924 — червень 1930). Член ЦК ВКП(б) (липень 1930 — грудень 1937). Академік Всесоюзної академії сільськогосподарських наук імені Леніна (1935).
Вів підпільну антиукраїнську діяльність у Києві й Харкові, один із керівників Харківського січневого збройного повстання 1919 року проти Директорії.

## Біографія
Народився 9 (21) червня 1896 року в єврейській родині вчителів у місті Гродно, тепер Білорусь. У 1913 році закінчив Білостоцьке реальне училище.
З вересня 1913 по січень 1917 року навчався на електромеханічному відділі Петроградського політехнічного інституту, закінчив чотири курси. Працював репетитором у Петрограді.
Член РСДРП(б) з листопада 1913 року.
Під час Першої світової війни проводив революційну роботу в Петрограді, був партійним працівником політехнічного інституту та Невського району.
У травні 1917 — квітні 1918 року — секретар Катеринославського міського комітету РСДРП(б), член Президії Катеринославської ради робітничих депутатів, редактор Катеринославської газети «Правда».
У травні — червні 1918 року — секретар Московського обласного бюро Спілки металістів.
У 1918—1919 роках вів підпільну антиукраїнську діяльність у Києві й Харкові. У липні — вересні 1918 року — уповноважений ЦК при підпільній партійній організації, завідувач відділу друку підпільного ЦК КП(б)У в Києві. У листопаді 1918 — січні 1919 року — голова Харківського підпільного ревкому і один із керівників Харківського січневого збройного повстання 1919 року.
У березні — червні 1919 року — голова Катеринославського губернського комітету КП(б)У.
У червні — вересні 1919 року — начальник Політичного відділу 14-ї армії РСЧА.
У липні — серпні 1919 року — голова Київського губернського комітету КП(б)У?.
У листопаді 1919 — січні 1920 року — голова виконавчого комітету Владимирської губернської ради.
У січні — лютому 1920 року — голова Катеринославського губернського комітету КП(б)У.
У лютому — березні 1920 року — голова Київського губернського комітету КП(б)У.
У березні — листопаді 1920 року — голова Харківського губернського комітету КП(б)У.
За роки перебування в Україні Яковлев належав до так званої «катеринославської групи», яка відновлювала в КП(б)У великодержавну централістичну лінію.
У 1920—1921 роках — член Головного управління політичної просвіти (Головполітпросвіту) Народного комісаріату просвіти РРФСР.
У листопаді 1921 — травні 1923 року — 2-й заступник завідувача агітаційно-пропагандистського відділу ЦК РКП(б). У травні 1923 — лютому 1924 року — 1-й заступник завідувача агітаційно-пропагандистського відділу ЦК РКП(б). Одночасно був заступником завідувача і завідувачем підвідділу преси цього ж відділу.
У листопаді 1923 — червні 1930 року — редактор газети «Крестьянская правда». У 1924—1928 роках — також редактор газети «Беднота».
У лютому — червні 1924 року — завідувач відділу преси ЦК РКП(б).
У 1926 — грудні 1929 року — заступник народного комісара робітничо-селянської інспекції СРСР.
7 грудня 1929 — 10 квітня 1934 року — народний комісар землеробства СРСР. Одночасно, у 1929—1931 роках — голова Всесоюзної Ради сільськогосподарських колективів (Колгоспцентру).
У березні 1934—1936 року — завідувач сільськогосподарського відділу ЦК ВКП(б).
У жовтні 1936 — жовтні 1937 року — 1-й заступник голови Комісії партійного контролю при ЦК ВКП(б).
29 липня — 11 серпня 1937 року — тимчасовий виконувач обов'язків 1-го секретаря ЦК КП(б) Білорусії.
12 жовтня 1937 року заарештований разом з дружиною Софією Соколовською (директором «Мосфільму») органами НКВС СРСР у Москві. За вироком ВКВС СРСР 29 липня 1938 року за звинуваченням в участі в контрреволюційній терористичній організації Яковлєва розстріляно. Розстріляний 29 липня 1938 року біля селища Комунарка. Посмертно реабілітований 5 січня 1957 року.
Брати — Давид і Ілля (репресовані і розстріляні у 1938 році)